# Železniční trať Tuzla–Zvornik

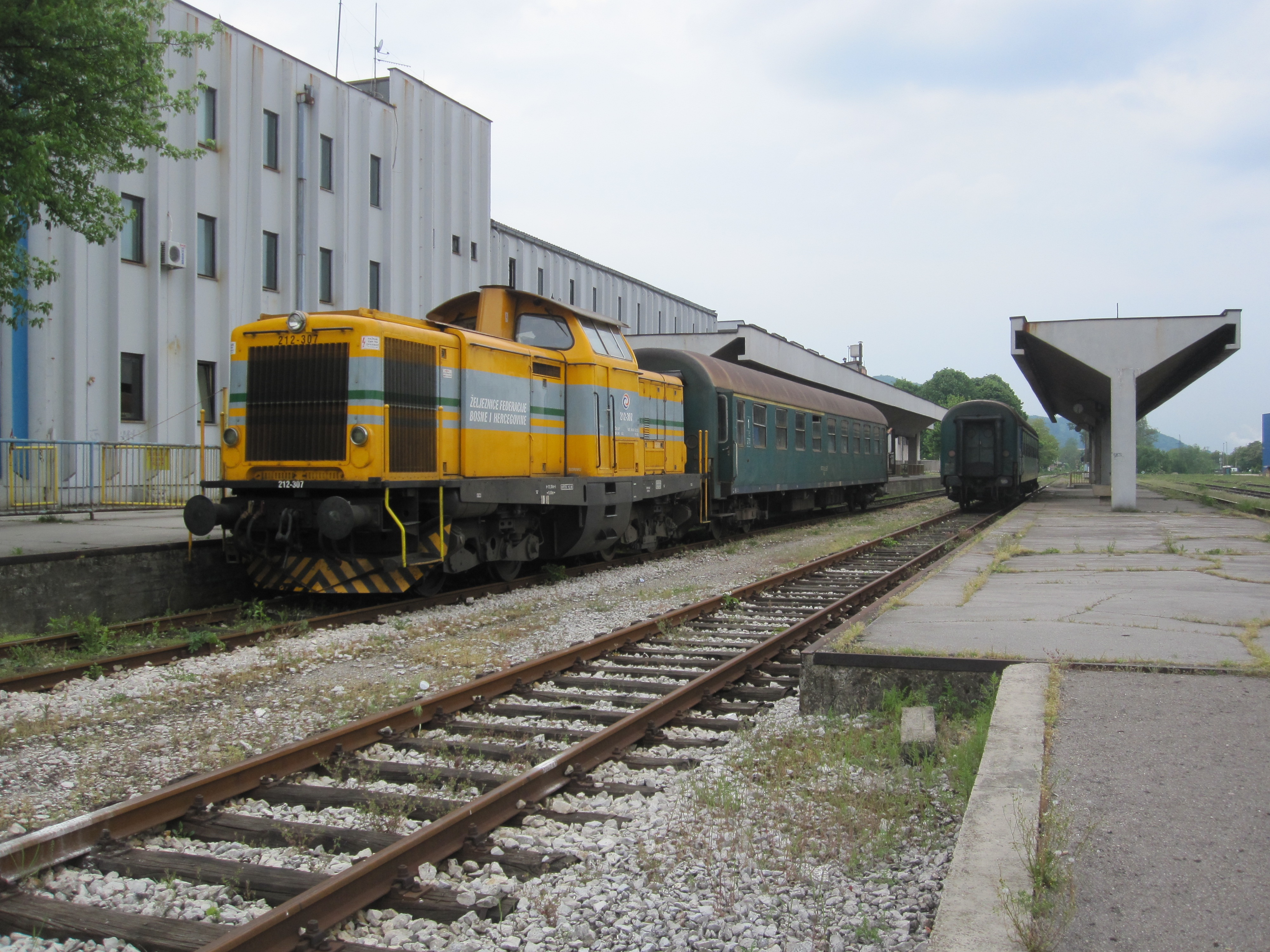
Nádraží v Tuzle, odkud vyjíždějí od roku 1992 vlaky směrem do města Zvornik.

Železniční trať Tuzla–Zvornik (bosensky Železnička pruga Tuzla–Zvornik) spojuje města Tuzla a Zvornik na severovýchodě Bosny a Hercegoviny. Dlouhá je 43,5 km a značena je číslem 15.
Provozovatelem trati jsou společnosti Željeznice Federacije Bosne i Hercegovine a Željeznice Republike Srpske. 

## Historie
Spojení obou měst železnicí bylo plánováno jak v dobách Rakousko-Uherska, tak i v 30. letech 20. století, kdy jugoslávské království získalo půjčku z Belgie a v roce 1938 byla zahájena výstavba trati. V souvislosti s invazí německých vojsk v dubnu 1941 však byly stavební práce přerušeny, staveniště bylo navíc bombardováno.
Napotřetí byla stavba zahájena v 80. letech 20. století. Jugoslávský stát, který trpěl v této dekádě značnou krizí, nasadil do stavby dobrovolníky z řady mládeže, podobně jako tomu bylo i v 50. letech 20. století v případě trati Brčko–Banovići. Výstavba byla zahájena v roce 1986 a dokončena v lednu 1992, jen několik měsíců před vypuknutím války v Bosně a Hercegovině. Na stavbě pracovalo celkem 6 349 lidí ze 150 brigád. Nejvíce stavebních prací bylo odvedeno v průběhu roku 1987. Jednalo se o poslední akci mládežnických brigád na území SFRJ.[zdroj?]
Výstavba tratě stála 120 milionů tehdejších amerických dolarů a jednalo se o největší investici své doby na území Bosny a Hercegoviny. Součástí tratě je i několik kilometrů dlouhý tunel Križevići, jehož výstavba byla nejnáročnější. Práce na tunelu zpozdily otevření trati; namísto 29. listopadu 1988 (kdy měla být původně otevřena) první vlak projel z Tuzly do Zvornika až v lednu 1989.[zdroj?]
Provoz na trati byl přerušen v květnu 2014 v souvislosti s Povodněmi na Balkáně v roce 2014.[zdroj?]

## Využití
Trať měla sloužit převážně pro nákladní dopravu; na západě (v Tuzle) je ukončena nedaleko tepelné elektrárny Tuzla a na východě se napojuje na trať Ruma–Zvornik v Srbsku. V blízkosti Zvorniku, v regionu známém podle řeky Driny jako Podriní, se navíc nacházelo v 80. letech 20. století značné množství továren.[zdroj?]